# Vanessa Minnillo
Vanessa Joy Lachey, född Minnillo den 9 november 1980 på Clark Air Base i Angeles City, Filippinerna, är en amerikansk skådespelerska, fotomodell och programledare, samt före detta vinnare av skönhetstävlingen Miss Teen USA. Hon ledde Miss Universum 2007. Sedan 2021 spelar hon huvudrollen i TV-serien NCIS: Hawaiʻi.
Lachey är sedan 2011 gift med popsångaren Nick Lachey, som hon delar exakt samma födelsedag med (9 november). Tillsammans med maken har hon sönerna Camden och Brooklyn, samt dottern Phoenix.

## Filmografi (i urval)

### Filmer
- 2007 – Fantastic Four: Rise of the Silver Surfer
- 2008 – Disaster Movie

### TV-serier
- 2001 – City Guys (TV-serie)
- 2001 – Glamour (TV-serie)
- 2002 – Min galna familj (TV-serie)
- 2008 – How I Met Your Mother (TV-serie)
- 2009 – CSI: New York (TV-serie)
- 2010 – Psych (TV-serie)
- 2011 – 30 Rock (TV-serie)
- 2011 – Hawaii Five-0 (TV-serie)
- 2013–2014 – Dads (TV-serie)
- 2015 – Truth Be Told (TV-serie)
- 2017 – Strictly Come Dancing (TV-serie) (Dancing with the Stars)
- 2019 – American Housewife (TV-serie)
- 2019 – BH90210 (TV-serie)
- 2021 – Call Me Kat (TV-serie)
- 2021–nutid – NCIS: Hawaiʻi (TV-serie)
- 2022 – NCIS (TV-serie) (även 2023)
- 2023 – NCIS: Los Angeles (TV-serie)